# Alois Swatosch
Alois Swatosch (* 27. August 1910; † unbekannt) war ein österreichischer Boxer.
Er trainierte beim Boxclub Wieden im 4. Wiener Bezirk und wurde in den Jahren 1934, 1935 und 1936 Österreichischer Meister im Leichtgewicht. 1936 nahm er an den 11. Olympischen Sommerspielen in Berlin teil, schied jedoch bereits im ersten Kampf gegen den Belgier Simon de Winter aus.
In den 1960er Jahren arbeitete Swatosch als Trainer für den Polizeiboxsportklub Wien.